# Xperia 1 IV
Xperia 1 IV（エクスペリア ワン マークフォー）は、ソニーが製造するスマートフォンである。ソニーのXperiaシリーズのひとつで、2022年5月11日に発表された。Xperia 1 IVの先代Xperia 1 IIIからの特にカメラが大幅に進歩した。

## 仕様

### CPU (SoC)
CPUは、QualcommのSnapdragon8Gen1を搭載。Snapdragon888（Xperia 1 IIIに搭載）から30％性能が向上し、25％省電力化している。

### ディスプレイ
サイズは約6.5インチでアスペクト比はXperia独自の21:9また、4Kディスプレイを採用している。4Kアップスケーリング機能により2K動画などを4K動画で視聴可能に。リフレッシュレートは120Hzで、非常に滑らかに動く。また、輝度はXperia 1 IIIから50%向上している。

### 内蔵メモリ・ストレージ容量
SIMフリー版ではメモリが16GBか12GBで、ストレージが256GBか512GBを選べる。キャリア版ではメモリーが12GBでストレージが256GB。最大1.5TBのmicroSDカードに対応している。

### バッテリー容量
バッテリー容量は5,000mAhで、ワイヤレス充電に対応している。

### カメラ
本機種が先代から最も進歩した点がカメラである。ZEISS T＊コーティングの使用で透き通った画像を記録できる。1,200万画素の広角レンズ・超広角レンズ・望遠レンズから構成されたトリプルカメラを背面に搭載。また、オブジェクトトラッキングを搭載した事で瞳AFの精度が向上し、動き回る物体を簡単に捕らえられるようになった。さらに従来のPhotography Pro、Cinema Proに加えてXperia PRO、Xperia PRO-I限定だったVideography Proを搭載し、全てのレンズで120fps撮影やスロー撮影が可能になった。今までと同様にタッチ追尾フォーカス半押しAF対応の物理シャッターキーも搭載している。

### スピーカー
左右均等な前面ステレオスピーカーを採用し、ソニー・ミュージックエンタテインメントと音楽再生の音質（Dolby Sound OFF時）、ソニー・ピクチャーズ エンタテインメントと映画再生の音質（Dolby Sound ON時）を協業してチューニングし、音楽や映画のステージ、シーンが目の前に再現されるような臨場感を実現している。ドライバーとエンクロージャーの構造を新たに見直すことで、ベースやバスドラムなどの低音域の再現性を向上し、より迫力が増した音楽がスピーカーで楽しめるようになった。ソニー独自の立体音響技術360 Reality Audioに対応。ライブステージ最前列にいるかのような臨場感あふれる音場を再現している。

### その他の機能
- 防水防塵IP68
- 3.5mmイヤホンジャック
- 最高1.5TB microSDカード
- おサイフケータイ (FeliCa)
- Game Enhancer

## 問題点

### ①望遠レンズのピントが合わない問題/望遠レンズ画質低下問題
原因不明の初期不良

### ②発熱問題
SoCのSnapdragon8gen1は性能向上に力を注いだためかつてのSnapdragon810のように発熱に悩まされる事となった。特に本機種で発熱が顕著だった理由は冷却用ベイチャンバー非搭載や熱発散不足などによる。

### 改善
①,②共にアップデートで改善され、①は完全に解決、②もあまり気にならないレベルとなった。

## 色展開
| 色 | 名前           | 注                     |
| -- | -------------- | ---------------------- |
|    | ブラック       |                        |
|    | アイスホワイト | softbank以外           |
|    | パープル       | SIMフリー,docomo版のみ |
|    | Gaming Edition | softbank版のみ         |